# 假川西紫堇
假川西紫堇（学名：Corydalis pseudoweigoldii）为罂粟科紫堇属下的一个种。

## 扩展阅读
- 維基物種上的相關：假川西紫堇